# Lara Gutová-Behramiová

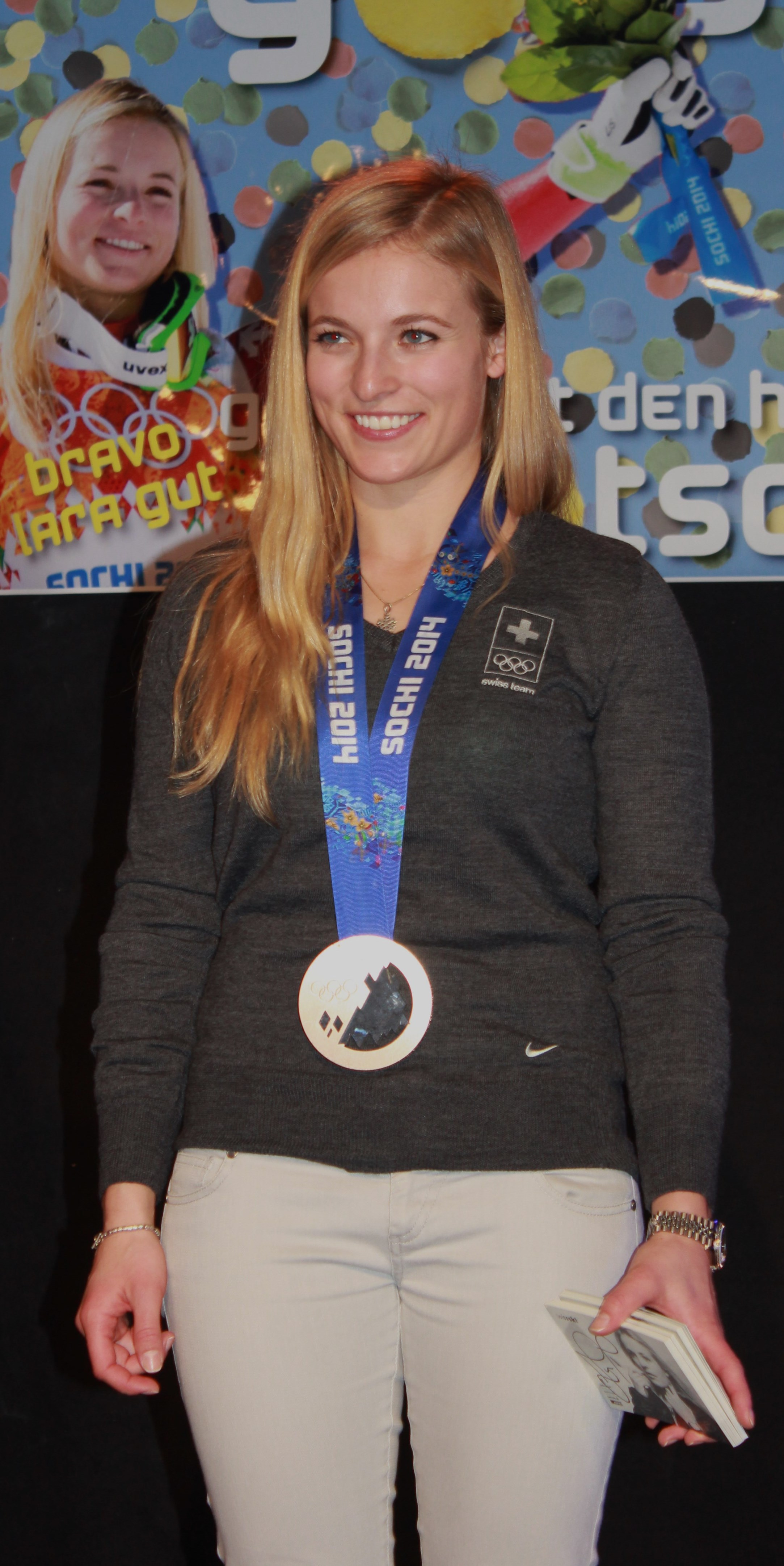
S bronzovou medailí ze sjezdu ZOH 2014 v Soči

Lara Gutová-Behramiová (rozená Lara Gut, * 27. dubna 1991 Sorengo) je švýcarská alpská lyžařka specializující se na rychlostní disciplíny sjezd, superobří slalom a technický obří slalom.
Na pekingských Zimních olympijských hrách 2022 vyhrála jako první Švýcarka superobří slalom a třetí skončila v obřím slalomu. Již na Zimní olympiádě 2014 v Soči dojela třetí ve sjezdu. Z pěti ročníků světových šampionátů získala osm medailí, čímž jí v historických tabulkách švýcarského týmu patří druhé místo za Pirminem Zurbriggenem. První dvě stříbra si odvezla z Mistrovství světa 2009 ve Val-d'Isère ve sjezdu a superkombinaci. Druhou příčku přidala na MS 2013 ve Schladmingu ze superobřího slalomu. V rámci Světového šampionátu 2015 ve Vailu a Beaver Creeku získala bronzový kov ve sjezd a na MS 2017 ve Svatém Mořici obsadila třetí místo v superobřím slalomu. Mistryní světa se poprvé stala v super-G MS 2021 v Cortině d'Ampezzo, kde přidala titul z obřího slalomu a bronz ze sjezdu. Po Meissnitzerové, Pärsonové a Veithové ovládla jako čtvrtá šampionka na jediném mistrovství super-G i obří slalom. Stala se také první švýcarskou vícenásobnou vítězkou z jediného ročníku od roku 1987, kdy téhož výkonu dosáhly Hessová s Walliserovou.
Ve Světovém poháru debutovala lienzským obřím slalomem v prosinci 2007, v němž nepostoupila do druhého kola. Poprvé na stupně vítězů vystoupila při premiérovém sjezdu během února 2008 na mořickém Piz Nairu, kde skončila třetí, přestože v dojezdovém prostoru upadla a cíl protnula vleže na zádech. První závod pak vyhrála během prosince 2008, když ve Svatém Mořici zvítězila v Super-G. V sedmnácti letech se tak stala historicky nejmladší vítězkou této disciplíny. V sezóně 2015/2016 ovládla jako sedmá Švýcarka, a první od roku 1995, celkové hodnocení. Velký křišťálový glóbus jí zajistil zisk 1 522 bodů před druhou Vonnovou, která nasbírala 1 235 bodů. Malé křišťálové glóby za sezónní vítězství přidala v letech 2014, 2016 a 2021 v superobřím slalomu. Do října 2022 ve Světovém poháru vyhrála 34 závodů, z toho 17 v superobřím slalomu, 12 ve sjezdu, 4 v obřím slalomu a 1 v superkombinaci. V únoru 2017 si v kombinačním slalomu přetrhla přední zkřížený vaz a poškodila meniskus. Sezóna v níž obhajovala celkové prvenství tak pro ni předčasně skončila.

## Soukromý život
Narodila se roku 1991 v Sorengu, obci jihošvýcarského kantonu Ticino, do rodiny Švýcara Pauliho Guta a italské masérky Gabrielly Almiciové, pocházející z Lombardie. V červenci 2018 se provdala za švýcarského fotbalového reprezentanta Valona Behramiho, který má z předchozího vztahu s Elenou Bonzanniovou dcery Sofii a Isabel. Od sezóny 2019 začala používat dvojité příjmení Gutová-Behramiová.
Jejím rodným jazykem je italština. Plynně hovoří německy, anglicky a francouzsky. Domluví se také španělsky.
Po sezóně 2011 přestala jezdit na lyžích Atomic a podepsala tříletou smlouvou s francouzskou společností Rossignol. V květnu 2015 pak přešla k rakouské značce HEAD.

## Světový pohár

### Sezónní vítězství – křišťálové glóby
|        |            |
| Sezóna | Disciplína |
| 2014   | Super-G    |
| 2016   | celkově    |
| 2016   | Super-G    |
| 2021   | Super-G    |

### Stupně vítězů

#### Přehled
|        | Slalom | Obří slalom | Sjezd | Super-G | Kombinace | Paralel. sl. | Celkem |
| Výhry  | 0      | 4           | 12    | 17      | 1         | 0            | 34     |
| Pódium | 0      | 14          | 19    | 29      | 2         | 1            | 65     |

#### Vítězství
| Vítězství |                    |                                 |                |
| Sezóna    | datum              | místo konání                    | disciplína     |
| 2009      | 20. prosince 2008  | Svatý Mořic, Švýcarsko          | Super-G        |
| 2011      | 9. ledna 2011      | Altenmarkt, Rakousko            | Super-G        |
| 2013      | 14. prosince 2012  | Val-d'Isère, Francie            | sjezd          |
| 2014      | 26. října 2013     | Sölden, Rakousko                | obří slalom    |
| 2014      | 29. listopadu 2013 | Beaver Creek, USA               | sjezd          |
| 2014      | 30. listopadu 2013 | Beaver Creek, USA               | Super-G        |
| 2014      | 8. prosince 2013   | Lake Louise, Kanada             | Super-G        |
| 2014      | 26. ledna 2014     | Cortina d'Ampezzo, Itálie       | Super-G        |
| 2014      | 12. března 2014    | Lenzerheide, Švýcarsko          | sjezd          |
| 2014      | 13. března 2014    | Lenzerheide, Švýcarsko          | Super-G        |
| 2015      | 7. prosince 2014   | Lake Louise, Kanada             | Super-G        |
| 2015      | 24. ledna 2015     | Svatý Mořic, Švýcarsko          | sjezd          |
| 2016      | 27. listopadu 2015 | Aspen, USA                      | obří slalom    |
| 2016      | 18. prosince 2015  | Val-d'Isère, Francie            | superkombinace |
| 2016      | 19. prosince 2015  | Val-d'Isère, Francie            | sjezd          |
| 2016      | 28. prosince 2015  | Lienz, Rakousko                 | obří slalom    |
| 2016      | 7. února 2016      | Garmisch-Partenkirchen, Německo | Super G        |
| 2016      | 19. února 2016     | La Thuile, Itálie               | sjezd          |
| 2017      | 22. října 2016     | Sölden, Rakousko                | obří slalom    |
| 2017      | 4. prosince 2016   | Lake Louise, Kanada             | Super-G        |
| 2017      | 18. prosince 2016  | Val d'Isère, Francie            | Super-G        |
| 2017      | 22. ledna 2017     | Garmisch-Partenkirchen, Německo | Super-G        |
| 2017      | 28. ledna 2017     | Cortina d'Ampezzo, Itálie       | sjezd          |
| 2018      | 21. ledna 2018     | Cortina d'Ampezzo, Itálie       | Super-G        |
| 2020      | 21. února 2020     | Crans-Montana, Švýcarsko        | sjezd          |
| 2020      | 22. února 2020     | Crans-Montana, Švýcarsko        | sjezd          |
| 2021      | 10. ledna 2021     | St. Anton, Rakousko             | Super-G        |
| 2021      | 24. ledna 2021     | Crans-Montana, Švýcarsko        | Super-G        |
| 2021      | 30. ledna 2021     | Garmisch-Partenkirchen, Německo | Super-G        |
| 2021      | 1. února 2021      | Garmisch-Partenkirchen, Německo | Super-G        |
| 2021      | 26. února 2021     | Val di Fassa, Itálie            | sjezd          |
| 2021      | 27. února 2021     | Val di Fassa, Itálie            | sjezd          |
| 2022      | 11. prosince 2020  | Svatý Mořic, Švýcarsko          | Super-G        |
| 2022      | 15. ledna 2022     | Zauchensee, Rakousko            | sjezd          |

### Konečné pořadí v sezónách
| Sezóna                        |         |                                      |                                      |                                      |                                      |                                      |                                      |     |
| Věk                           | Celkové | Slalom                               | Obří slalom                          | Super-G                              | Sjezd                                | Kombinace                            | Paralelní slalom                     |     |
| 2008                          | 16 let  | 54.                                  | —                                    | —                                    | 26.                                  | 30.                                  | —                                    | —   |
| 2009                          | 17 let  | 11.                                  | 45.                                  | 9.                                   | 11.                                  | 12.                                  | 16.                                  | —   |
| 2010                          | 18 let  | nestartovala po zranění ze září 2009 | nestartovala po zranění ze září 2009 | nestartovala po zranění ze září 2009 | nestartovala po zranění ze září 2009 | nestartovala po zranění ze září 2009 | nestartovala po zranění ze září 2009 | —   |
| 2011                          | 19 let  | 10.                                  | —                                    | 28.                                  | 4.                                   | 7.                                   | 30.                                  | —   |
| 2012                          | 20 let  | 14.                                  | —                                    | 17.                                  | 8.                                   | 18.                                  | 30.                                  | —   |
| 2013                          | 21 let  | 9.                                   | —                                    | 6.                                   | 10.                                  | 5.                                   | 4.                                   | —   |
| 2014                          | 22 let  | Bronzová medaile                     | —                                    | 4.                                   | Zlatá medaile                        | 6.                                   | 15.                                  | —   |
| 2015                          | 23 let  | 9.                                   | —                                    | 24.                                  | 5.                                   | 6.                                   | —                                    | —   |
| 2016                          | 24 let  | Zlatá medaile                        | 43.                                  | Bronzová medaile                     | Zlatá medaile                        | 4.                                   | Stříbrná medaile                     | —   |
| 2017                          | 25 let  | 4.                                   | 57.                                  | 5.                                   | Bronzová medaile                     | Bronzová medaile                     | —                                    | —   |
| 2018                          | 26 let  | 12.                                  | —                                    | 23.                                  | Stříbrná medaile                     | 10.                                  | 24.                                  | —   |
| 2019                          | 27 let  | 21.                                  | —                                    | 26.                                  | 7.                                   | 18.                                  | —                                    | —   |
| 2020                          | 28 let  | 7.                                   | —                                    | 14.                                  | 4.                                   | 4.                                   | —                                    | 23. |
| 2021                          | 29 let  | Stříbrná medaile                     | —                                    | 7.                                   | Zlatá medaile                        | Bronzová medaile                     | —                                    | 3.  |
| 2022                          | 30 let  | 11.                                  | —                                    | 13.                                  | 6.                                   | 15.                                  | —                                    | 16. |
| Aktualizováno k 5. dubnu 2022 |         |                                      |                                      |                                      |                                      |                                      |                                      |     |

## Vrcholné akce

### Mistrovství světa

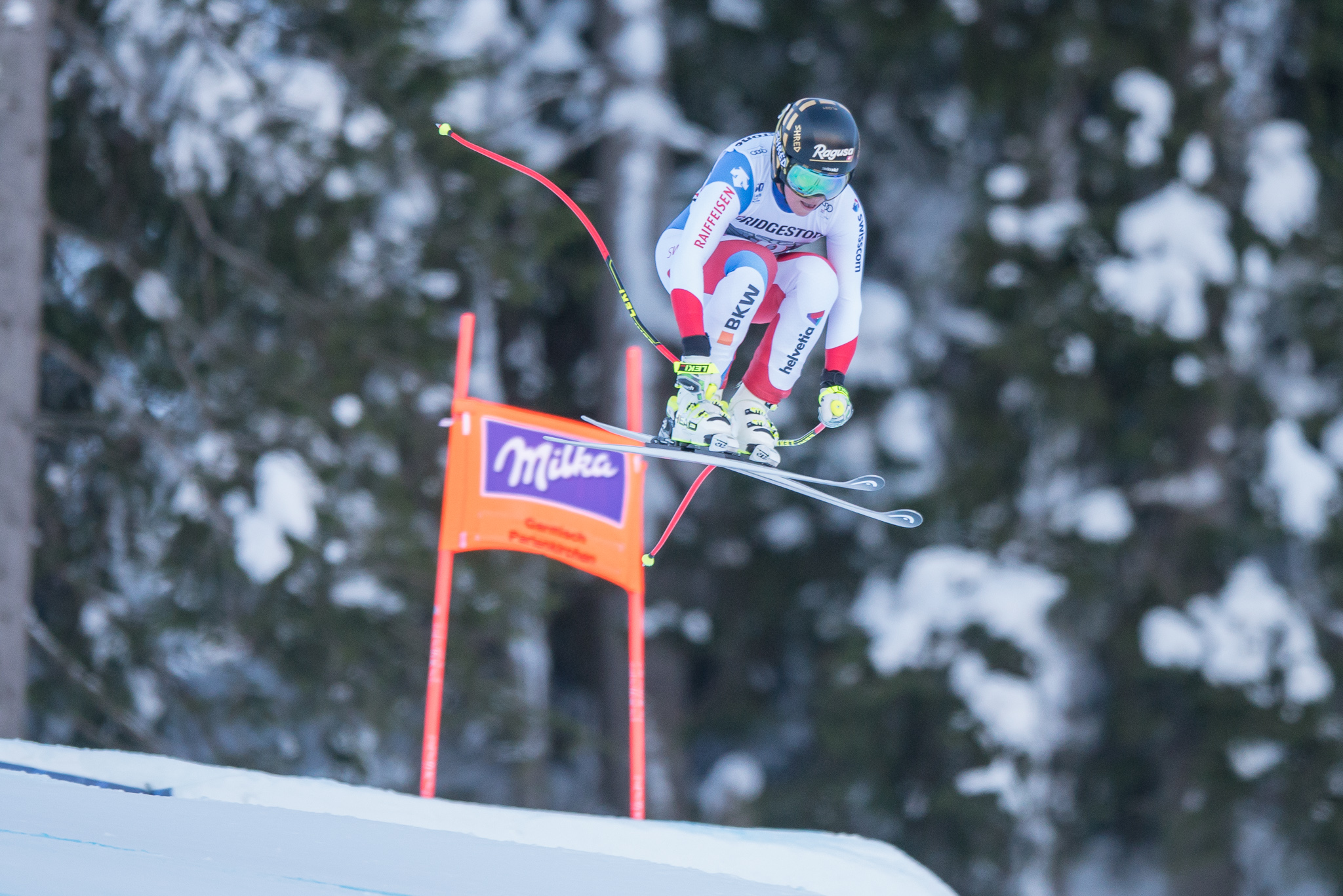
Skok ve sjezdu na garmischském Kandaharu, kde 21. ledna 2017 obsadila druhé místo

| Rok                                                                    | Věk    | Slalom | Obří slalom | Super-G | Sjezd | Kombinace |
| 2009                                                                   | 17 let | —      | DNF1        | 7.      | 2.    | 2.        |
| 2011                                                                   | 19 let | —      | 20.         | 4.      | 4.    | DNF2      |
| 2013                                                                   | 21 let | —      | 7.          | 2.      | 16.   | DNF2      |
| 2015                                                                   | 23 let | —      | DNF1        | 7.      | 3.    | 5.        |
| 2017                                                                   | 25 let | —      | —           | 3.      | —     | DNS2      |
| 2019                                                                   | 27 let | —      | —           | 9.      | 8.    | DNS2      |
| 2021                                                                   | 29 let | —      | 1.          | 1.      | 3.    | —         |
| DNF1/2 – nedojela do cíle 1. nebo 2. kola, DNS – nenastoupila na start |        |        |             |         |       |           |

### Zimní olympijské hry
| Rok                                       | Věk    | Slalom                   | Obří slalom              | Super-G                  | Sjezd                    | Kombinace                |
| 2010                                      | 18 let | nestartovala pro zranění | nestartovala pro zranění | nestartovala pro zranění | nestartovala pro zranění | nestartovala pro zranění |
| 2014                                      | 22 let | —                        | 9.                       | 4.                       | 3.                       | DNF2                     |
| 2018                                      | 26 let | —                        | DNF1                     | 4.                       | DNF                      | —                        |
| 2022                                      | 30 let | —                        | 3.                       | 1.                       |                          |                          |
| DNF1/2 – nedojela do cíle 1. nebo 2. kola |        |                          |                          |                          |                          |                          |